# Menhir de la Longue Pierre
Pour les articles homonymes, voir Pierre Longue.
Ne doit pas être confondu avec La Longue Pierre (Saint-Pierre-Église) ou La Longue Pierre.
La Longue Pierre est un menhir situé sur la commune de Landepéreuse dans le département de l’Eure en France.

## Localisation
Le mégalithe est situé au sud-ouest de la commune de Landepéreuse à l’intersection de la route menant à Tilleul-en-Ouche.

## Description
La Longue Pierre est un bloc de grès  arrondi au sommet avec un trou qui ne le traverse pas. Sa partie visible mesure 2,2 m sur une largeur moyenne de 1,8 m et de 0,7 m à 0,8 m d’épaisseur.
Des fouilles effectuées en 1910 ont révélé la présence de onze gros blocs ronds de 0,6 m de diamètre et quarante blocs plus petits de 0,2 m de diamètre, les deux plus gros étant placés de chaque côté et un troisième à l’extrémité ce qui laisse penser que ces blocs servaient à caler le mégalithe.

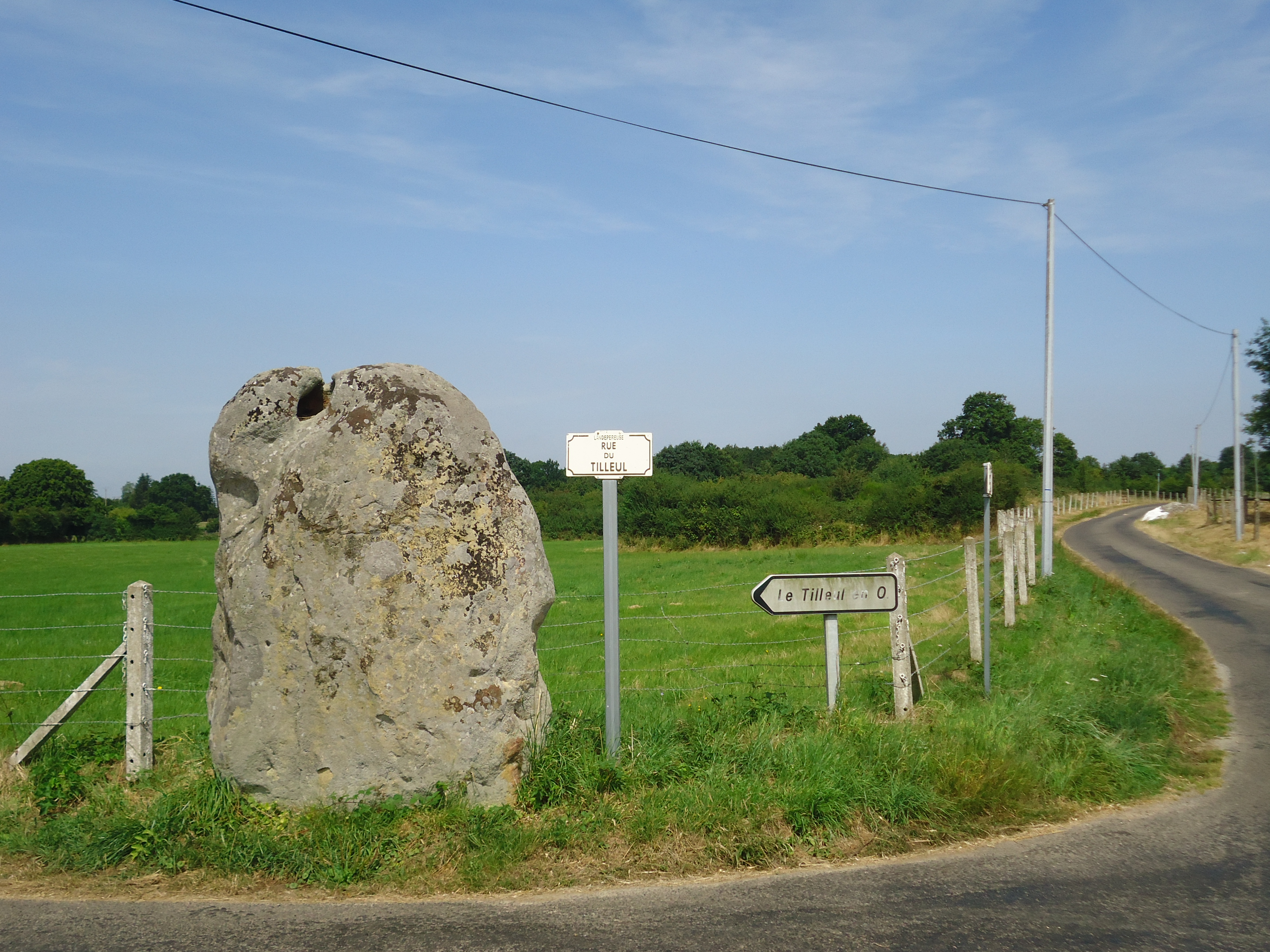
Face sud-ouest.
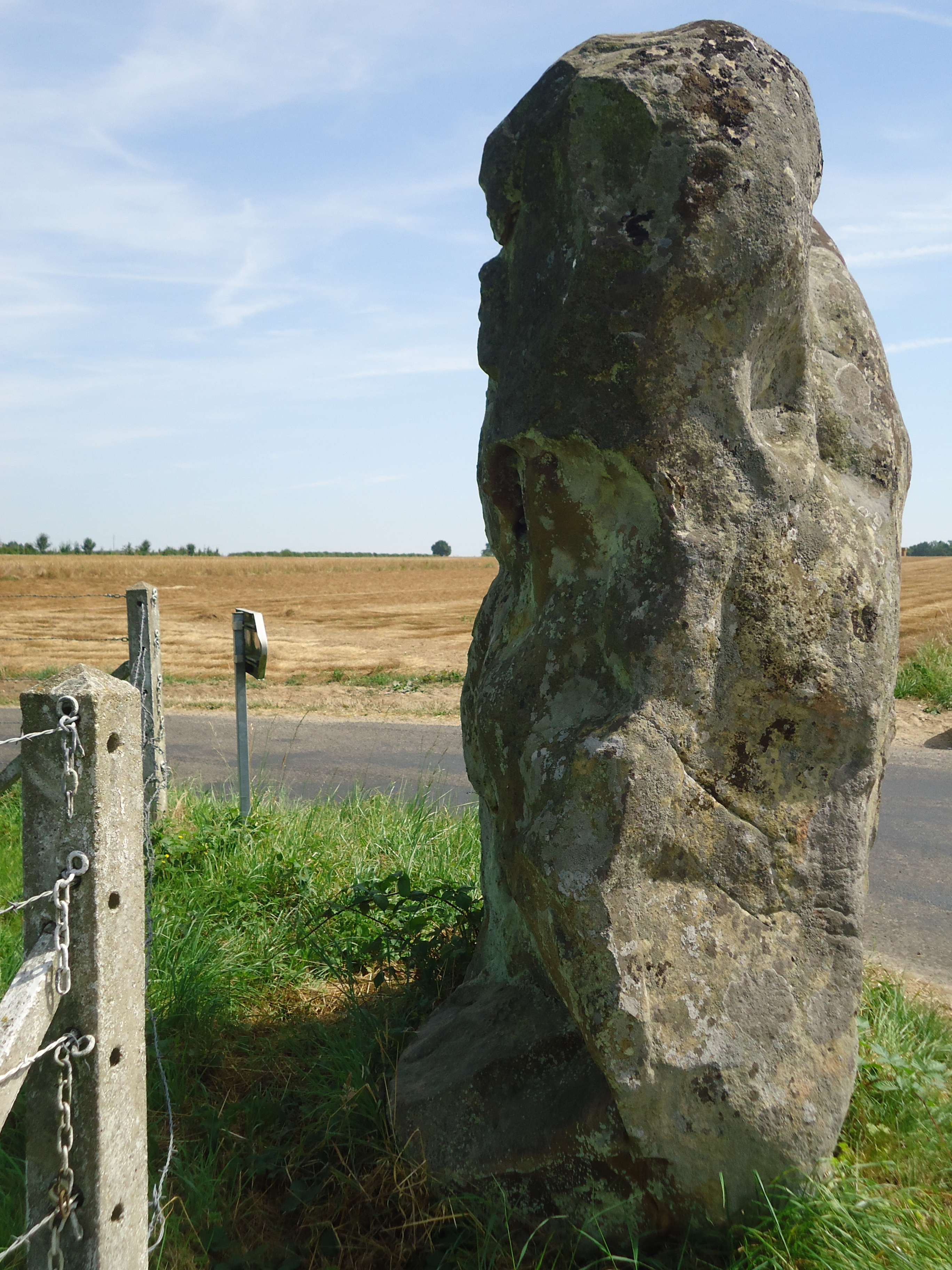
Face nord.
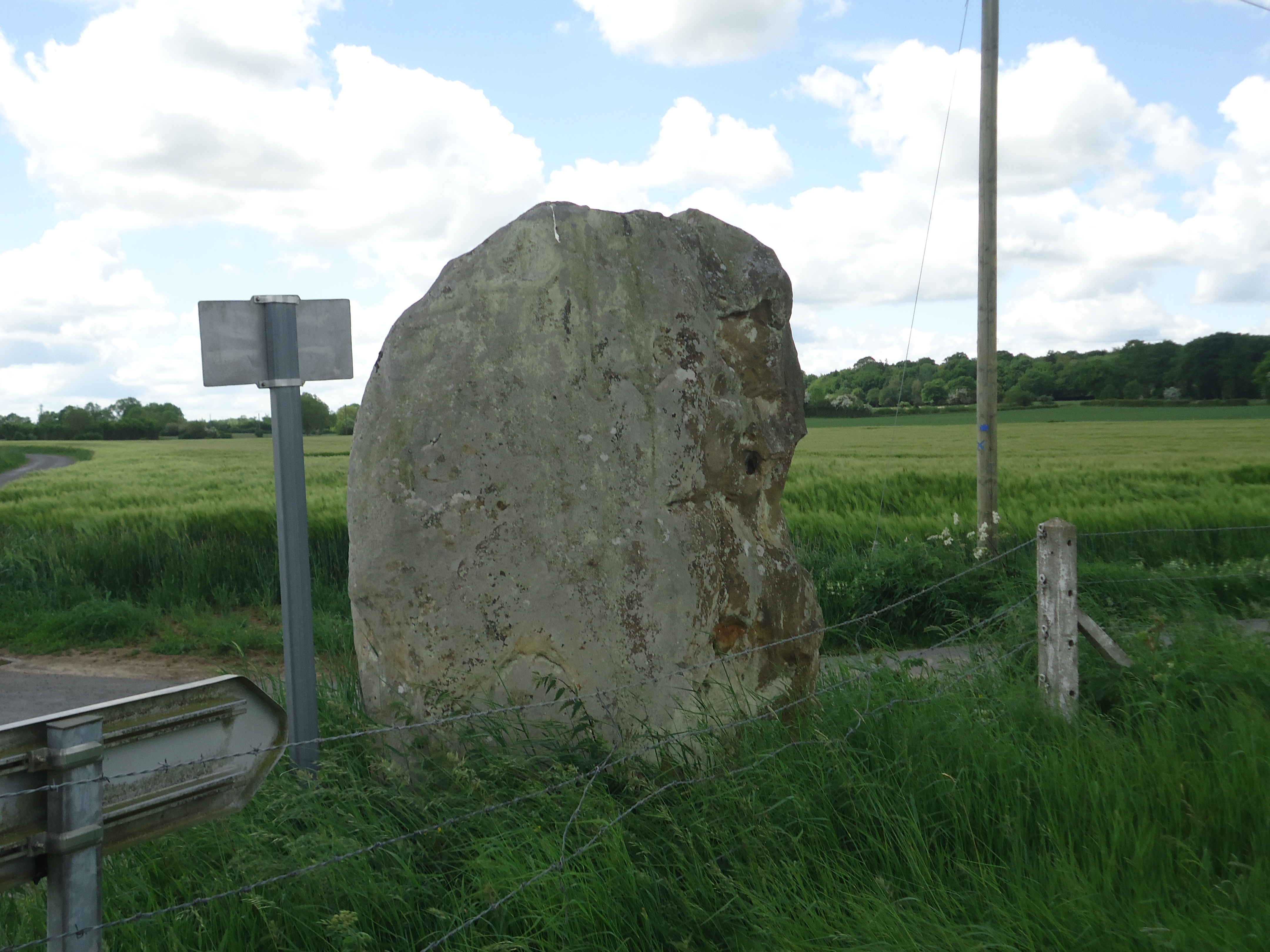
Face nord-est.
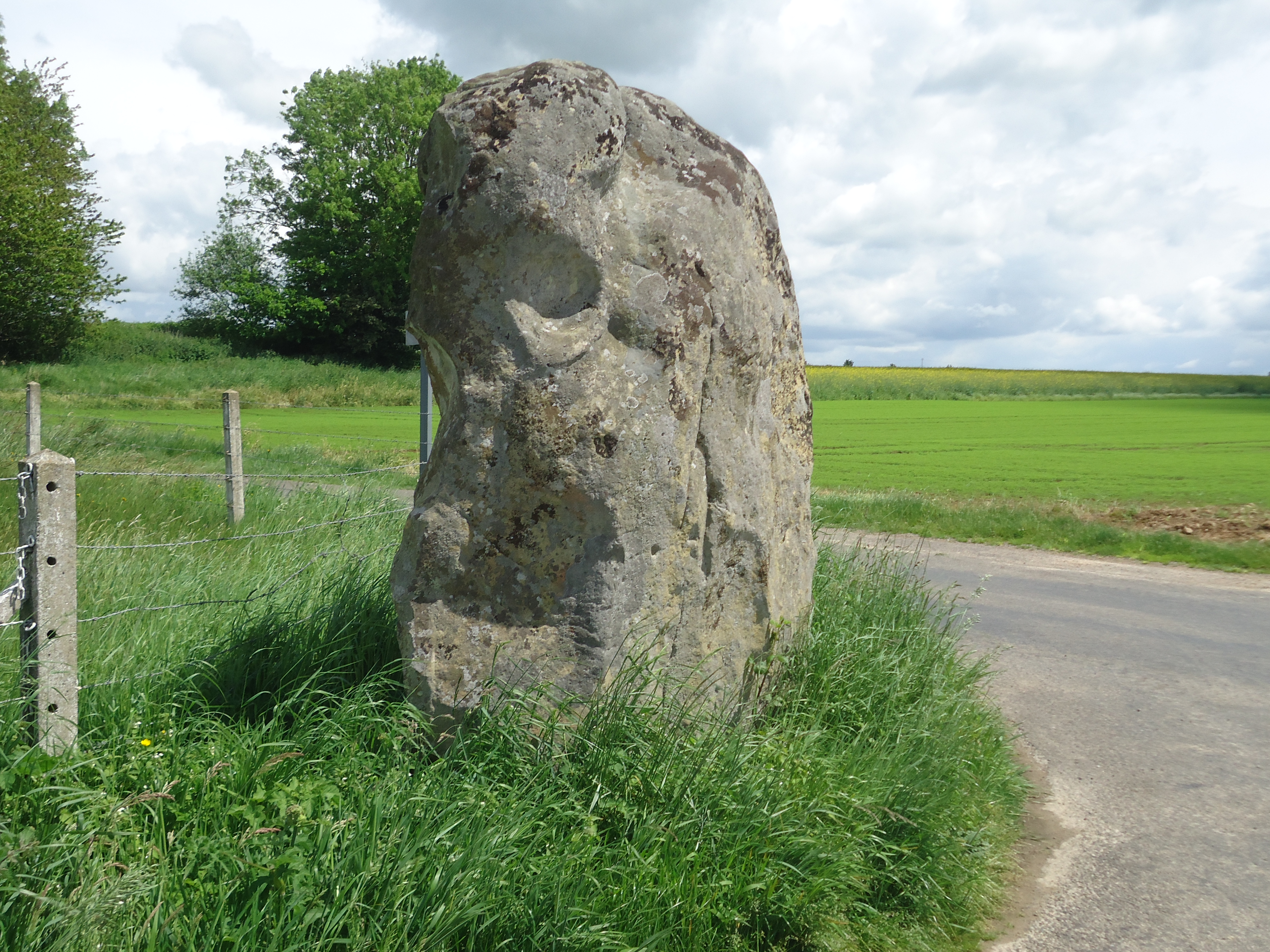
Face nord-ouest.
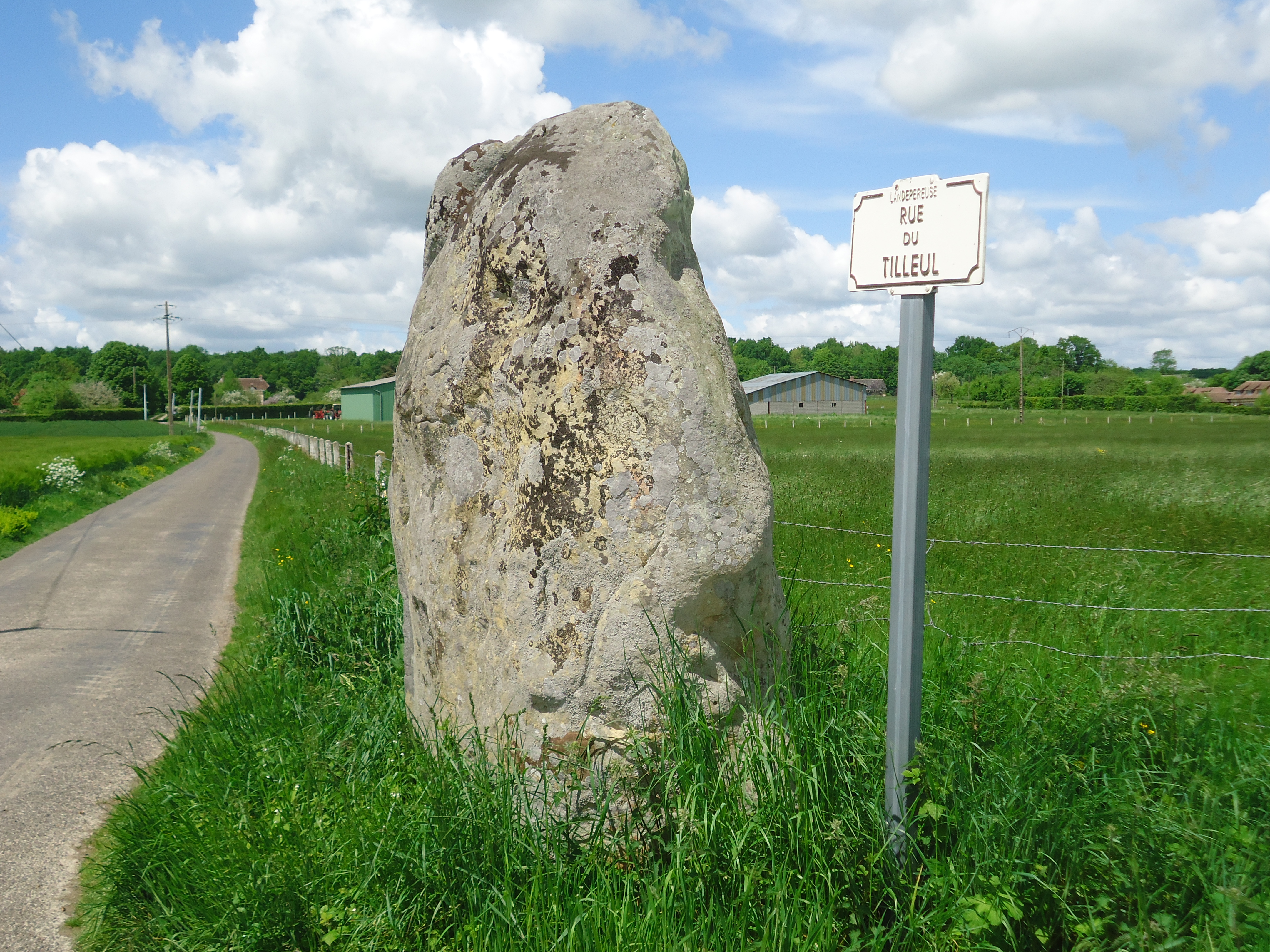
Face sud.
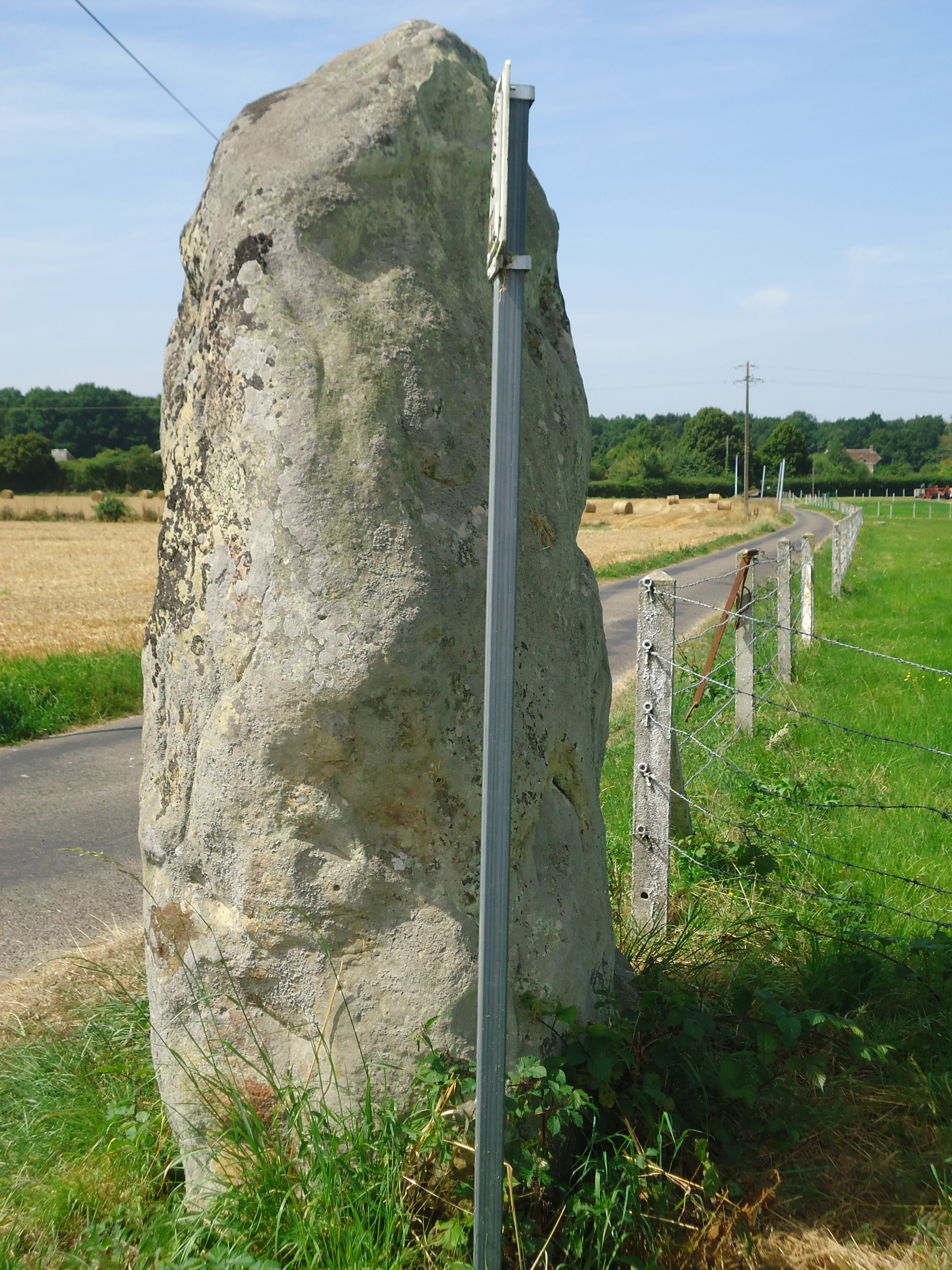
Face sud-est.

## Historique
Le monument date du Néolithique. Une hachette en silex a été retrouvée lors des fouilles de 1910 ainsi que quelques fragments de minerai de fer mais aucun débris d’ossements, de charbons ou de poterie.
Auguste Le Prévost est le premier à mentionner ce monument en 1832 . Léon Coutil, président de la Société préhistorique française, demande son classement en 1910. C’est chose faite le 22 juin 1911

## Légende
D’après une légende, cette pierre aurait été dressée par les troupes romaines en souvenir d’une bataille gagnée dans les environs.